# Andreu Solà i Molist
Andreu Solà i Molist (Taradell, 7 d'octubre de 1895 - Rancho de San Joaquín, Lagos de Moreno, Mèxic, 25 d'abril de 1927) va ésser un sacerdot claretià, predicador a Mèxic. Mort màrtir, és venerat com a beat per l'Església catòlica.
Andreu Solà va néixer a Can Vilarrasa, mas de Taradell; era el tercer dels onze fills de la família Solà, de pagesos. Va decidir la seva vocació religiosa en sentir la predicació d'un prevere claretià a Sentfores: ell i el seu germà Jaume van ingressar al seminari dels claretians de Vic. Va ésser ordenat sacerdot el 23 de setembre de 1922 a Segòvia, al palau bisbal, i fou destinat a Aranda de Duero. Després fou enviat a Mèxic, on va anar amb cinc claretians més, arribant a Veracruz el 20 d'agost de 1923.
Va predicar i treballar en tasques d'apostolat a León (Guanajuato, Mèxic) fins que en novembre de 1926 es van promulgar les lleis anticlericals del president Plutarco Elías Calles, que prohibia l'exercici de la religió. Es va refugiar a casa de dues germanes catòliques, Josefina i Jovita Alba, per evitar l'expulsió del país. En març de 1927, en intensificar-se la persecució religiosa, va deixar León i marxà a la capital, Mèxic, on fou uns dies, tornant a León a exerci clandestinament el seu ministeri. El 23 d'abril s'assabentà que hi havia una ordre de detenció contra ell i, en no considerar necessari amagar-se'n, fou detingut l'endemà. Uns soldats havien anat a acas de les germanes Alba i no reconegueren el pare Solà com a sacerdot, però van veure una fotografia que ningú no havia amagat on apareixia donant la comunió a una nena. Fou detingut, juntament amb el laic Leonardo Pérez. Fou portat a la comandància militar i acusat falsament d'haver provocat el descarrilament d'un tren i de treballar al servei dels Estats Units d'Amèrica. Fou condemnat a mort i afusellat el 25 d'abril de 1927 al ranxo de San Joaquín, proper a Lagos de Moreno (Jalisco), lloc on havia tingut lloc el descarrilament, juntament amb Leonardo Pérez i el sacerdot José Trinidad Rangel.
Fou beatificat el 20 de novembre de 2005 per Benet XVI a l'estadi de Guadalajara (Mèxic), en una celebració presidida pel Cardenal Claretià José Saraiva Martins, Prefecte de la Congregació romana per la Causa dels Sants.